# ضفة نهر

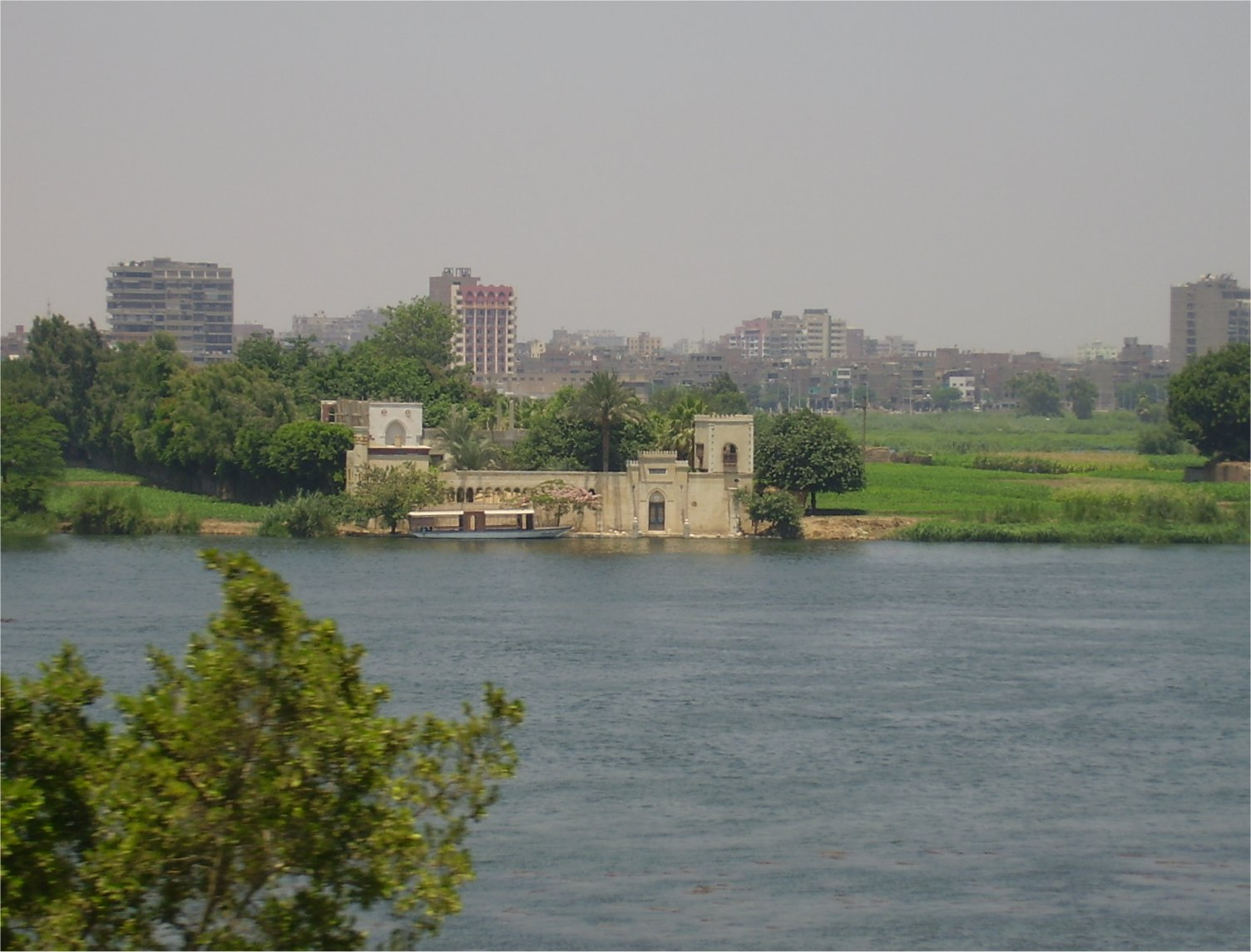
ضفة نهر النيل في القاهرة عاصمة مصر.

ضفة النهر هي القطعة من اليابسة (الضفّة) التي تحاذي مجرى النهر.
يمكن التمييز حسب الاتجاه المنطور منه بين الضفة اليمنى للنهر والضفة اليسرى، جفرافياً عندما يكون مجرى النهر باتجاه الشمال كما هو الحال مع نهر النيل أو نهر الأردن يتم الحديث عن الضفة الشرقية وعن الضفة الغربية.

## اقرأ أيضاً
- ضفة
- نهر